# London, Tilbury & Southend Railway

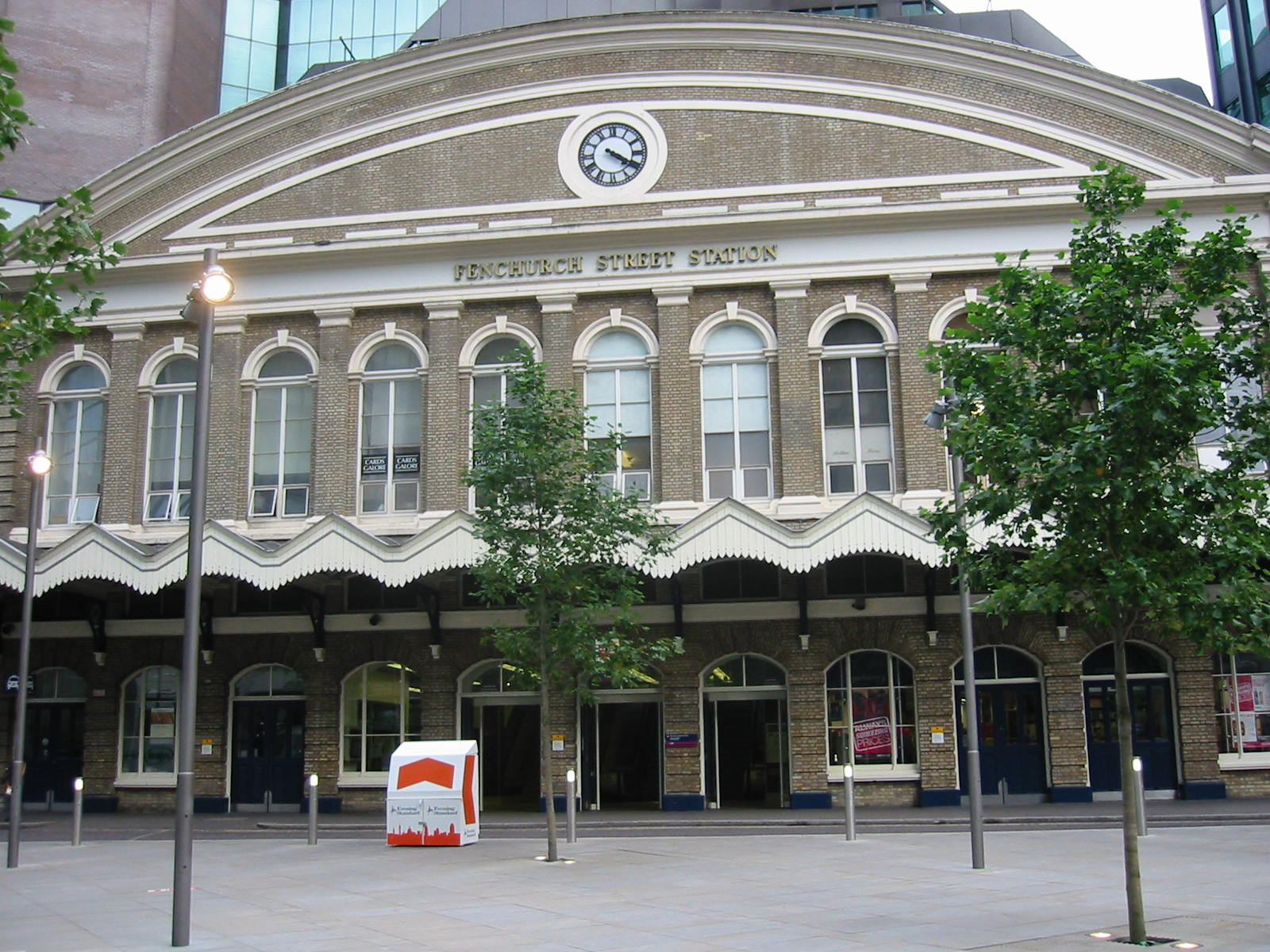
Station Fenchurch Street

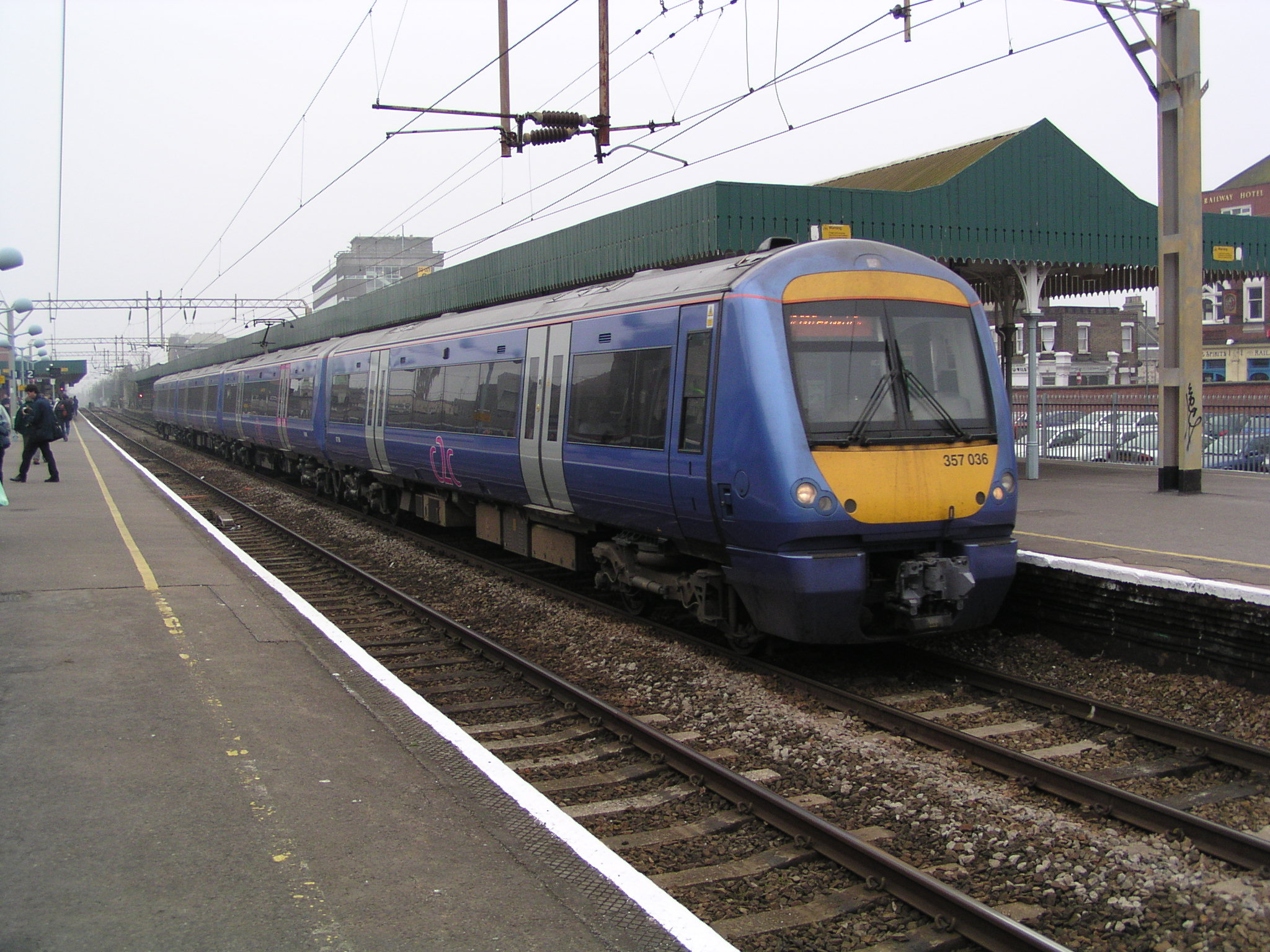
Moderne c2c Electrostar trein op de LT&SR route

De London, Tilbury & Southend Railway is een spoorlijn in Groot-Brittannië die het station London Fenchurch Street in Londen verbindt met het oosten van Londen en de gehele lengte van de Thames Gateway.
De naam refereert aan het bedrijf dat de lijn aangelegd heeft in 1854, een samenwerkingsverband tussen de London and Blackwall Railway en de Eastern Counties Railway.
De treindienst op het traject wordt tegenwoordig verzorgd door c2c. De belangrijkste route van Fenchurch Street naar Shoeburyness via Basildon is 64 km lang. De snelste dienst doet hier een uur over.

## Eigendom
Door samenvoegingen van bedrijven en daarna door de nationalisering in 1948 de privatisering in de jaren 90 is de lijn in verschillende handen geweest.
| Jaar                              | Eigendom                                               | Beheer                                                 |
| Voor en tijdens de samenvoegingen | Voor en tijdens de samenvoegingen                      | Voor en tijdens de samenvoegingen                      |
| --------------------------------- | ------------------------------------------------------ | ------------------------------------------------------ |
| 1854                              | Eastern Counties Railway, London and Blackwall Railway | Eastern Counties Railway, London and Blackwall Railway |
| 1912                              | Midland Railway                                        | Midland Railway                                        |
| 1923                              | London, Midland and Scottish Railway                   | London, Midland and Scottish Railway                   |
| Nationalisering                   |                                                        |                                                        |
| 1948                              | British Rail                                           |                                                        |
| 1949                              | British Rail                                           | British Railways Eastern Region                        |
| 1986                              | British Rail                                           | Network SouthEast                                      |
| Privatisering                     |                                                        |                                                        |
| 1996                              | Railtrack                                              | LTS Rail (Prism Rail)                                  |
| 2000                              | Railtrack                                              | LTS Rail (National Express Group)                      |
| 2002                              | Network Rail                                           | c2c (National Express)                                 |